# Sol Yaged

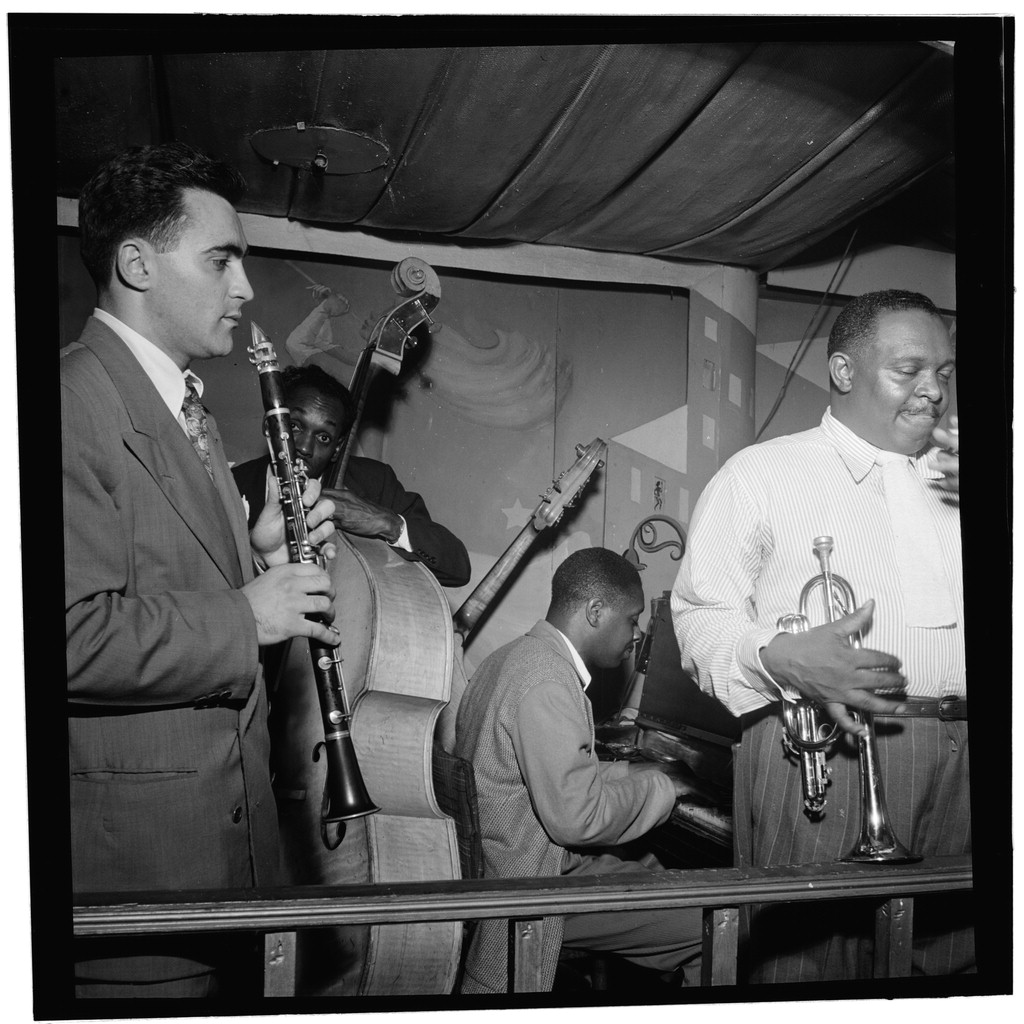
Sol Yaged, John Levy, Jimmy Jones, and Rex Stewart, Pied Piper, New York, ca. September 1946.
Fotografie von William P. Gottlieb.

Solomon „Sol“ Yaged (* 8. Dezember 1922 in New York City; † 11. Mai 2019 in Coconut Creek, Florida) war ein US-amerikanischer Klarinettist, der als Jazzmusiker bekannt wurde.

## Leben
Yaged hatte die Klarinette zu seinem Hauptinstrument gemacht, nachdem er 1935 Benny Goodman im Radio gehört hätte. Er wurde zunächst als klassischer Klarinettist ausgebildet und hatte das Angebot, eine Stelle bei der Buffalo Philharmonic zu erhalten (die er ausschlug). Bereits Ende der 1930er Jahre spielte er in Jamsessions. Insbesondere der Dixieland ließ ihn nicht los, obwohl er in den Clubs der 52nd Street auch im Swing-Stil zu hören war. So gaben ihm Eddie Condon, Gene Krupa, Max Kaminsky, Jimmy McPartland und Muggsy Spanier Gelegenheit, in ihren Bands die Klarinette zu spielen. Er gehörte zu den musikalischen Beratern des Films Benny Goodman Story (1955). 1959 leitete er ein Septett (teilweise gemeinsam mit Charlie Byrd). Der Metropole Club wurde für einige Jahre so etwas wie sein Zweit-Wohnsitz und so ist auch seine bekannteste Jazz-LP benannt; eine LP, die auch wegen der Mitwirkung von Coleman Hawkins ein gesuchtes Sammlerstück ist.
Sol Yaged lebte in New York City und war noch 2010 mit seiner Klarinette live zu erleben, unter anderem zusammen mit Vince Giordano’s Nighthawks. Er war auch an Aufnahmen von Jack Teagarden und Chubby Jackson beteiligt.

## Diskographie
- It Might as Well Be Swing  (Herald)
- Jazz at the Metropole (mit Coleman Hawkins, Philips)
- Live at the Gaslight (Club Lane)
- One More Time (Lane)
- Sol Yaged and his Quartet at the Gaslight Club  (Lane)

## Lexigraphische Einträge
- Wolf Kampmann (Hrsg.), unter Mitarbeit von Ekkehard Jost: Reclams Jazzlexikon. Reclam, Stuttgart 2003, ISBN 3-15-010528-5.